# Ub Iwerks
Ubbe Ert Iwwerks, mais conhecido como Ub Iwerks, (Kansas City, 24 de março de 1901 — Burbank, 7 de julho de 1971) foi um desenhista norte-americano que criou o personagem Mickey Mouse para a Disney.
Ub nasceu na cidade de Kansas City e era filho de Uert Ubbe Iwwerks, um imigrante que chegou aos Estados Unidos da América em 1869, provindo de uma pequena aldeia chamada Uttum, na Frísia Oriental (Baixa Saxónia) um local que fica no noroeste da Alemanha. Muitos anos depois, quando começou a trabalhar profissionalmente simplificou seu nome para Ub Iwerks, como é conhecido até os dias atuais.

## Carreira
A amizade entre Iwerks e Walt Disney começou em 1919, quando os dois trabalhavam na mesma empresa, a Pesman Art Studio, na cidade de Kansas City. Um ano depois, os dois fundaram a sua própria companhia denominada Iwerks-Disney Commercial Arts, que não durou muito tempo e teve de ser fechada.
Pouco tempo depois, Iwerks e Disney foram trabalhar para a Kansas City Films e pouco tempo depois, em 1922, devido ao espírito empreendedor, Disney funda a sua nova empresa denominada Laugh-O-Gram Films, à qual Walt passou a se dedicar de corpo e alma. Não tardou muito para que o seu amigo Iwerk se juntasse a ele, onde passou a ser o responsável pela criação do estilo distintivo de Disney durante as primeiras animações. Mas novamente a empresa não conseguia dar lucros e teve de ser fechada logo em seguida em 1923.
Diante disso, Disney e Iwerks resolveram tentar a sorte em Los Angeles, Hollywood, onde fundaram outro estúdio, a Disney Brother´s Studio, neste mesmo ano, onde prestavam serviços para outras séries animadas. Com o decorrer do tempo, a pedido de Disney, Iwerks começou a trabalhar num novo personagem e assim, pouco tempo depois surge o primeiro personagem da empresa chamado Oswald the Lucky Rabbit, que mais tarde foi redesenhada para a Universal Pictures, que concordou em distribuir a nova série de desenhos animados em 1927.
Mas, o sucesso de Disney durou pouco, pois na primavera de 1928, Walt não tinha mais o controle sobre o personagem Oswald e muitas das pessoas que trabalhavam para ele acabaram deixando a empresa indo trabalhar em outras companhias. Disney também rompeu o contrato com a Universal e pediu para Iwerks trabalhar num novo projecto através das suas ideias na criação de novos personagens.
A primeira aventura do Rato Mickey aconteceu em "Silly Symphonies", um dos primeiros desenhos animados que possuía som e quase que completamente animado por Iwerks. Com o passar do tempo, Iwerks começou a sentir-se rejeitado, incapaz de atender a todas as solicitações e à severidade do comando de Disney. Também passou a sentir que não estava a receber os devidos créditos pelos personagens que ele criara para a Disney e isso acabou por gerar um conflito entre os dois e a amizade entre ambos acabou por ficar bastante abalada.
Isso chamou a atenção de muitos financeiros, como Pat Powers que começou a suspeitar que Iwerks era o principal responsável pelo sucesso de Disney e com o rompimento dos dois, Powers ofereceu a Iwerks financiamento para que ele pudesse abrir o seu próprio estúdio.
Iwerks aceitou o financiamento e fundou a The Iwerks Studio passando a competir directamente com Disney no mercado da animação. Por outro lado, com a saída de Iwerks, Disney passou imediatamente a prover o estúdio, com novos jovens animadores talentosos.
Iwerks conseguiu um contrato com a Metro-Goldwyn-Mayer, que passou a distribuir as suas animações. A primeira série animada desta nova produtora foi "Flip the Frog", um personagem muito semelhante ao Rato Mickey, só que ao invés de um rato era uma rã. Flip protagonizou 36 curtas-metragens, mas nunca conseguiu alcançar o sucesso previsto por Iwerks e também pelos seus patrocinadores. Nessa mesma época, Iwerks criou um curta-metragem chamada "Fiddlesticks" onde utilizou pela primeira vez a técnica de Technicolor.
Com o insucesso de "Flip the Frog", Iwerks em 1933 criou uma nova série "Willie Whopper", que mostrava as aventuras de um garoto muito travesso, mas a sua vida cinematográfica não passou de um ano. O estúdio de Iwerks também realizou uma série denominada "ComiColor Cartoons", que tinha um estilo muito semelhante ao "Silly Symphonies" do seu tempo na Disney e utilizou pela primeira uma nova técnica, a CineColor. Mas apesar de todas essas inovações e criatividade, o estúdio de Iwerks não conseguia competir com a Disney e nem tão pouco com os irmãos Fleischer. Com todos esses problemas, Powers retirou a sua ajuda financeira e o estúdio teve o seu fecho decretado.
Mediante todas essas circunstâncias, Iwerks foi trabalhar para a Screen Gems, que até então era uma divisão da Columbia Pictures e dirigiu para eles a série "Merry Mannequins", considerada por diversos autores, como o seu melhor trabalho, antes de voltar a trabalhar novamente para a Disney em 1940.
Ao retornar à Disney, Iwerks começou a trabalhar principalmente no desenvolvimento de novos efeitos visuais especiais. Por esse seu trabalho, Iwerks é creditado como o desenvolvedor dos processos de combinação de live-action e animação, que ele utilizou na série "Song of the South" em 1946, bem como o processo de xerografia, que ele adaptou para a animação cel. Ele também trabalhou na WED Enterprises (atualmente conhecida como Walt Disney Imagineering) ajudando a desenvolver muitos temas para a Disney, como o parque temático, durante os anos sessenta.
Iwerks também criou efeitos especiais que permitiram trabalhos fora do estúdio e durante essa época recebeu uma indicação ao prémio da Academy Award por seu trabalho junto a Alfred Hitchcock no filme "The Birds" de 1963. Pelo desenvolvimento e criação de várias técnicas para o cinema de animação, Ub Iwerks recebeu dois Oscares, um em 1959 e outro em 1964.
Iwerks é um cartunista famoso, além da criação da animação do Rato Mickey, da criação da série animada "Flip and Flop" no seu próprio estúdio, ele também é bastante conhecido pelo seu modo rápido de trabalhar com animação. Muitos amigos da sua época afirmam que ele era capaz de realizar mais de 700 desenhos num só dia, além de possuir um senso de humor excêntrico.
Ub Iwerks morreu no dia 7 de julho de 1971, de um ataque cardiaco, em Burbank, Califórnia, aos 70 anos de idade. Mais tarde, em 1999, um filme-documentário chamado "The Hand Behind the Mouse: The Ub Iwerks Story" foi apresentado, seguido de um livro escrito por Leslie Iwerks e John Kenworthy, em 2001. O documentário sobre Iwerks foi criado pela sua neta Leslie Iwerks e apresentado como parte da série "The Walt Disney Treasures, Wave VII".